# La piccola casa nella prateria
La piccola casa nella prateria (Little House on the Prairie) (traducibile anche in: La casetta nella prateria) è un libro di narrativa per ragazzi scritto da Laura Ingalls Wilder nel 1935. Fa parte della serie di libri conosciuta come Little House, sulla base dei quali fu poi realizzata la serie televisiva La casa nella prateria di Michael Landon.

## Storia
La serie di libri narra la storia della famiglia Ingalls: papà Charles, mamma Caroline e le quattro figlie, Mary, Laura, Carrie e Grace. Conosciuta anche come "Laura Years" (Gli anni di Laura), la serie è basata sulle memorie, vecchie di decenni, della fanciullezza di Laura durante gli ultimi anni del XIX secolo. I libri sono narrati in terza persona, e Laura Ingalls svolge il ruolo di personaggio centrale e protagonista; vengono generalmente classificati come libri di narrativa piuttosto che come autobiografia perché le storie in essi contenute non sono state scritte per riportare fedelmente gli eventi, quanto per fornire una visione romanzata degli stessi. La figlia di Laura, l'autrice e teorica politica Rose Wilder Lane, collaborò alla stesura dei libri. L'intensità del suo coinvolgimento e l'estensione della sua influenza nel testo e nel contenuto dei libri sono stati argomento di dibattito negli ultimi anni.
Quando Laura Ingalls Wilder cominciò a scrivere la serie nel 1932, non aveva sicuramente l'intenzione di cercare fama o notorietà, ma voleva semplicemente preservare le storie di un'epoca della storia americana ormai passata, quella del periodo dei pionieri che lei aveva vissuto in prima persona negli anni della fanciullezza, tra gli anni 70 e 80 del XIX secolo. Attraverso gli otto volumi della serie, completati nel 1943, Laura raggiunse lo scopo di dipingere un duraturo e significativo affresco letterario della vita dei pionieri così come l'aveva sperimentata in Wisconsin, Kansas, Minnesota, e Dakota del Sud.
Quando i suoi libri raggiunsero la fama, sia in America che negli altri Stati dove furono tradotti (sono stati stampati in più di 40 lingue differenti), Laura commentò: "Non avevo idea di stare scrivendo la storia". Ma i lettori di tutte le età iniziarono a pensare alle famiglie Ingalls e Wilder come amici personali, e in migliaia scrissero a Laura nella sua casa di "Rocky Ridge Farm" a Mansfield, Missouri. I fan visitarono i siti dei suoi libri e si fermarono a incontrarla nella sua casa di Ozark Mountain fino alla sua morte nel 1957 all'età di 90 anni.

## I libri della serieLittle House
- Little House in the Big Woods (1932)
- Farmer Boy (1933) - narra dell'infanzia del marito in una fattoria a New York
- Little House on the Prairie (1935)
- On the Banks of Plum Creek (1937)
- By the Shores of Silver Lake (1939)
- The Long Winter (1940)
- Little Town on the Prairie (1941)
- These Happy Golden Years (1943)
- The First Four Years (1971, pubblicato postumo)

## Le traduzioni in italiano
- La casa nella prateria (titolo originale Little House on the Prairie) maggio 2015 Gallucci editore
- Sulle rive del Plum Creek - La casa nella prateria 2 (titolo originale On the Banks of Plum Creek) gennaio 2016 Gallucci editore
- Sulle sponde del Silver Lake - La casa nella prateria 3 (titolo originale By the Shores of Silver) luglio 2016 Gallucci editore
- Il lungo inverno. La casa nella prateria: 4 (titolo originale: Long Winter) novembre 2016[1]
- Piccola città del West. La casa nella prateria: 5 (titolo originale Little Town on the Prairie) marzo 2017[2]
- Gli anni d'oro. La casa nella prateria: 6 (titolo originale These Happy Golden Years) novembre 2017[3]
- I primi quattro anni. La casa nella prateria: 7 (titolo originale: The First Four Years) maggio 2018[4]
- Nei grandi boschi del Wisconsin. La casa nella prateria (titolo originale Little House in the Big Woods) dicembre 2018[5]
- La storia di Almanzo. La casa nella prateria (titolo originale Farmer Boy) marzo 2019[6]

## Personaggi
Alcuni dei personaggi presenti nella serie sono basati su persone che Laura ha realmente conosciuto nella propria vita; comunque, ella spesso ha cambiato i nomi o ha combinato tratti di persone differenti per creare un personaggio.  Ad esempio, "Nellie Oleson" è l'unione di tre differenti persone:  Nellie Owens, Genevieve Masters, e Stella Gilbert.  Nellie Owens è la base principale per Nellie Oleson in On the Banks of Plum Creek, la Nellie Oleson di Little Town on the Prairie è principalmente Gennie Masters, mentre Stella è la Nellie presentata in These Happy Golden Years.  Laura ha anche cambiato alcuni nomi per proteggere la privacy delle persone di cui scriveva.

## Opere derivate
Dalla serie Little House derivano due serie televisive:
- La casa nella prateria (Little House on the Prairie), serie televisiva statunitense prodotta dal 1974 al 1983
- Laura (Sōgen no shōjo Laura), serie di animazione giapponese prodotta fra il 1975 e il 1976
- Little House on the Prairie, serie televisiva statunitense prodotta da Netflix nel 2025